# Brahmaeidae
Famille
Synonymes
Lemoniidae Hampson, 1918 
Les Brahmaeidae sont une famille de lépidoptères (papillons) de la super-famille des Bombycoidea.
Elle regroupe environ 70 espèces.

## Historique
La famille des Brahmaeidae a été créée par le naturaliste britannique Charles Swinhoe en 1892.
À partir de 2008, des analyses de phylogénétique moléculaire ont conduit à synonymiser la famille des Lemoniidae avec celle des Brahmaeidae (c'est-à-dire à inclure les genres Lemonia et Sabalia dans les Brahmaeidae).

## Liste des genres
Une synthèse publiée en 2018 recense six genres de Brahmaeidae :
- Brahmaea Walker, 1855
- Calliprogonos Mell, 1937
- Dactyloceras Mell, 1930
- Lemonia Hübner, [1820]
- Sabalia Walker, 1865
- Spiramiopsis Hampson, 1901